# Виги
Ви́ги (англ. Whigs) — старинное название британских либералов и созданной ими в 1780-е годы политической партии. В XVIII—XIX веках виги считались партией торгово-промышленной буржуазии, в противоположность тори — партии земельной аристократии. Из вигов и пилитов в 1859 году была организована Либеральная партия Великобритании.
Это прозвище либеральной оппозиции Стюартам появилось в 1679 году и было дано их противниками в насмешку, по имени шотландских пуритан (шот. Whigamore, буквально «погонщики кобыл»). Подняв на щит лозунг ограниченной монархии, ранние виги расправились с поползновениями Стюартов к абсолютизму в ходе «славной революции» 1688 года. 
Виги выступали в поддержку «Билля об отводе» 1680 года, лишавшего Якова II (тогда ещё герцога Йоркского) права на наследование престола после Карла II ввиду его приверженности католичеству — за что и получили это прозвище. Сами виги, в свою очередь, дали сторонникам Якова II кличку «тори» от ирландского слова, обозначавшего католических партизан-повстанцев, боровшихся против армии Кромвеля (намекая таким образом на их «папизм»).
Три раза в течение короткого срока созывал Карл II парламент. В избирательной борьбе опять, как в 1641 г. появились две клички, сначала обидные, но потом совершенно утратившие первоначальный смысл и сохранившиеся более, чем на 200 лет до средины XIX в.: тори («заговорщики») для сторонников неограниченной власти короля, и виги («разбойники») для сопротивляющихся.Роберт Виппер. «Учебник истории. Новое время». 1928 г.
Во времена короля Якова виги представляли собой оппозицию, выступавшую хранительницей традиций Английской революции. Однако после Славной революции и изгнания короля Якова они оказались у власти и оставались правящей партией (с небольшими перерывами) с 1714 по 1783 годы (т. н. период виговской олигархии). Вигами были такие выдающиеся государственные деятели Англии, как Роберт Уолпол (основательно очистивший государственный аппарат от представителей тори), Уильям Питт Старший, Чарльз Джеймс Фокс и Генри Джон Темпл Палмерстон. 
Исаак Ньютон также принадлежал к партии вигов.
В религиозном отношении, при том, что и виги, и тори официально декларировали свою приверженность государственной англиканской церкви, виги симпатизировали радикальным версиям протестантизма, и их поддерживали представители нонконформистских сект, тогда как тори проявляли более лояльности к католицизму, за что и критиковались вигами.